# 紀元前315年
紀元前315年（きげんぜん315ねん）は、ローマ暦の年である。
当時は、「クルソールとピロが共和政ローマ執政官に就任した年」として知られていた（もしくは、それほど使われてはいないが、ローマ建国紀元439年）。紀年法として西暦（キリスト紀元）がヨーロッパで広く普及した中世時代初期以降、この年は紀元前315年と表記されるのが一般的となった。

## 他の紀年法
- 干支 : 丙午
- 日本
  - 皇紀346年
  - 孝安天皇78年
- 中国
  - 周 - 慎靚王6年
  - 秦 - 恵文王10年
  - 楚 - 懐王14年
  - 斉 - 宣王5年
  - 燕 - 燕王噲6年
  - 趙 - 武霊王11年
  - 魏 - 襄王4年
  - 韓 - 宣恵王18年
- 朝鮮
  - 檀紀2019年
- ベトナム :
- 仏滅紀元 : 230年
- ユダヤ暦 :

## できごと

### マケドニア帝国
- かつてのアレクサンドロス3世（大王）の帝国のうちアジア地域のディアドコイ（後継者）となっていたアンティゴノス1世（アンティゴノス朝の開祖）が、スーサの財宝を手に入れ、サトラップ（太守）セレウコス1世（セレウコス朝の開祖）の領域であるバビロンに侵入した。セレウコスはエジプトの太守プトレマイオス1世（プトレマイオス朝の開祖）を頼って逃亡し、トラキアの太守リュシマコスやマケドニア王国の摂政カッサンドロス（アンティパトロス朝の開祖）と同盟を結んだ。
- ポリュペルコンがペロポネソス半島へ逃亡し、そこで拠点を維持しながら、かつての同盟者を失っていたアンティゴノスと新たに同盟関係を結んだ。
- アンティゴノスは、カッサンドロスのマケドニア勢をギリシアの島々から駆逐し、エーゲ海の島々の都市と「島民同盟」を結ん、ギリシア本土への侵攻に備えた。アンティゴノスと結んだロドスの町は、必要とされた艦船を供給した。
- カッサンドロスによってマケドニア王国の港町テッサロニキが開かれ、その妻テッサロニカの名が町に付けられた。

### キプロス
- プトレマイオス1世の軍勢が、アンティゴノス1世支持派とキプロスで戦った。プトレマイオスは、キプロス島の奪還に成功した。

### シチリア
- シュラクサイ（シラクサ）の僭主アガトクレスがメッシーナを攻略した。

### 中国
- 周の慎靚王が死去し、赧王が即位した。

## 誕生
- アラトス - マケドニア/ギリシアの数学者、天文学者、気象学者、詩人（紀元前240年没）

## 死去
- 慎靚王 - 中国・周の王